# Supercoppa di Spagna 2021 (hockey su pista)
La Supercoppa di Spagna 2021 è stata la 18ª edizione dell'omonima competizione spagnola di hockey su pista. Il torneo ha avuto luogo dall'11 al 12 settembre 2021. A conquistare il titolo è stato il Deportivo Liceo per la terza volta nella sua storia superando in finale il Barcellona.

## Squadre partecipanti
| Club            | Qualificazione                                         | Partecipazioni precedenti (il grassetto indica la vittoria)                                          |
| --------------- | ------------------------------------------------------ | --- |
| Barcellona      | Vincitore dell'Ok Liga e finalista della Coppa del Re. | 2004, 2005, 2006, 2007, 2008, 2009, 2010, 2011, 2012, 2013, 2014, 2015, 2016, 2017, 2018, 2019, 2020 |
| Deportivo Liceo | 2º posto in Ok Liga e detentore della Coppa del Re.    | 2004, 2013, 2014, 2015, 2016, 2017, 2018, 2019, 2020                                                 |
| Caldes          | 3º posto in Ok Liga                                    | Esordiente                                                                                           |
| Noia            | Squadra ospitante                                      | 2008, 2012, 2018, 2020                                                                               |

## Risultati

### Semifinali
| Sant Sadurní d'Anoia 11 settembre 2021 | Deportivo Liceo | 5 – 1 | Caldes | Pavelló Olímpic de l'Ateneu Agrícola |

| Sant Sadurní d'Anoia 11 settembre 2021 | Barcellona | 4 – 3 | Noia | Pavelló Olímpic de l'Ateneu Agrícola |

### Finale
| Sant Sadurní d'Anoia 12 settembre 2021 | Deportivo Liceo | 3 – 2 | Barcellona | Pavelló Olímpic de l'Ateneu Agrícola |